# Навур-сюр-Грон
Навур-сюр-Грон (фр. Navour-sur-Grosne) — муніципалітет у Франції, у регіоні Бургундія-Франш-Конте, департамент Сона і Луара. Навур-сюр-Грон утворено 1 січня 2019 року шляхом злиття муніципалітетів Брандон, Клермен i Монтаньї-сюр-Грон. Адміністративним центром муніципалітету є Клермен. Населення — 658 осіб (01.01.2021).